# Palm muting
Palm muting (også kendt som pizzicato når der tales om guitarer) er en guitarteknik som bl.a. bruges i blues og metal. Med palm muting dæmper man noget af lyden, og derved mindsker dens dominans. Palm muting udøves ved at placere den hånd man anslår med, blødt ovenpå strengene.